# Gare de Kintetsu-Nara
La gare de Kintetsu-Nara (近鉄奈良駅, Kintetsu-Nara-eki) est une gare ferroviaire terminus de la ville de Nara, dans la préfecture de même nom au Japon. La gare est gérée par la compagnie Kintetsu.

## Situation ferroviaire
La gare de Kintetsu-Nara marque la fin de la ligne Kintetsu Nara.

## Histoire
La gare est inaugurée le 30 avril 1914 sous le nom de gare de Nara (奈良駅). Elle est renommée gare de Daiki Nara (大軌奈良駅) en 1928, puis gare de Kankyu Nara (関急奈良駅) en 1941, gare de Kinki Nippon Nara (近畿日本奈良駅) en 1944 avant de prendre son nom actuel en 1970.

## Services aux voyageurs

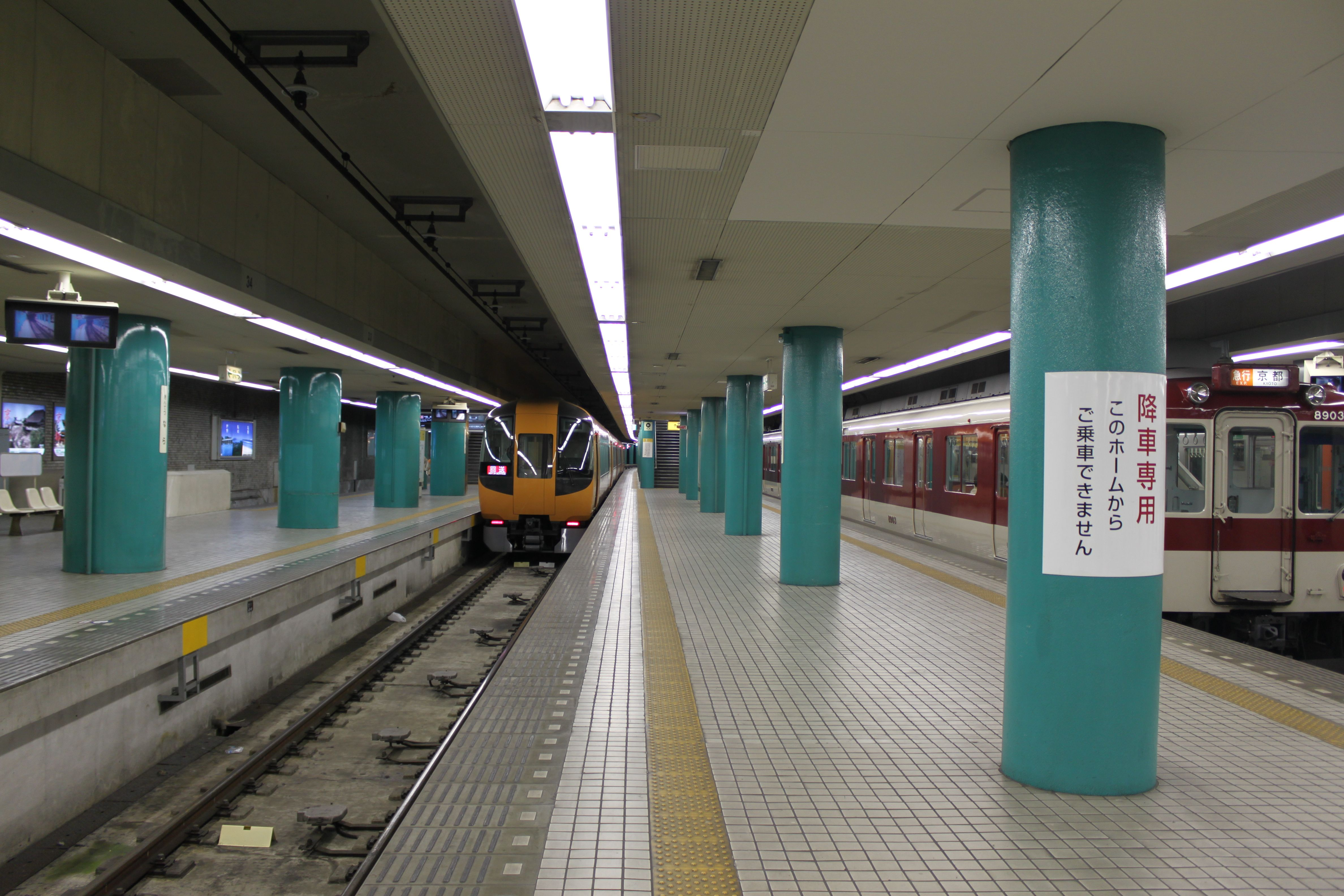
Vue des quais

### Accès et accueil
La gare dispose d'un bâtiment voyageurs, avec guichet, ouvert tous les jours. Les voies sont en souterrain.

### Desserte
- Ligne Nara :
  - voies 1 à 4 : direction Yamato-Saidaiji (interconnexion avec la ligne Kintetsu Kyoto pour Kyoto), Osaka-Uehommachi et Osaka-Namba (interconnexion avec la ligne Hanshin Namba pour Amagasaki)